# 五氧化碳
五氧化碳是一种不稳定的碳氧化物，其分子式为CO5。该化合物分子具有C2对称性，其中四个氧原子与一个碳原子形成一个五元环，第五个氧原子与碳原子以碳氧双键相连。这种五氧化碳分子中的五元环并不成正五边形：五元环中不与碳相连的两个氧原子之间的O-O键键长为1.406Å，这两个氧原子每个与另一个相邻的氧原子之间的O-O键键长皆为为1.457Å，三个氧原子之间的键角为100.2°；处于碳原子与氧原子之间的氧原子和碳原子的C-O键键长为1.376Å，C-O-O键角为109.1°；五元环外的氧原子与碳原子之间C-O键键长为1.180Å，O-C-O键角为125.4°。

## 历史
2007年时，用分谱学方法在10K下检测到了它的存在。据推测，五氧化碳是由四氧化碳结合一个氧原子后产生的。